# Bayerhof (Schonungen)
Bayerhof ist ein Gemeindeteil der Gemeinde Schonungen im unterfränkischen Landkreis Schweinfurt in Bayern. Der Weiler liegt in der Gemarkung Waldsachsen.

## Geografische Lage
Bayerhof liegt im äußersten Südosten des Schonunger Gemeindegebietes. Nördlich verläuft die Bundesstraße 303 am Hof vorbei, weiter nördlich befindet sich Waldsachsen, mit dem sich der Bayerhof die Gemarkung teilt. Im Osten beginnt mit Gädheim-Greßhausen der Landkreis Haßberge, auch im Süden beginnt dieser Landkreis mit Ottendorf, das ebenfalls zu Gädheim gehört. Den Westen nimmt das sogenannte Forster Erbholz, eine Waldabteilung ein. Dahinter liegt in einiger Entfernung das Dorf Forst.

## Geschichte
Die Herkunft des Namens Bayerhof ist unklar. Vielleicht holte Graf Arnold von Andechs im 11. Jahrhundert bei seiner Hochzeit mit Gisela von Schweinfurt bayerische Kolonisten an den Main. Erstmals urkundlich erwähnt wurde der Bayerhof als „Beyere“ bereits im Jahr 1257 als Teil des Hochstifts Würzburg. Er war wirtschaftlich bedeutsam, weil er an einer Kreuzung zweier Hochstraßen lag. Im Jahr 1368 wurde der Hof als Weiler „Beyern“ genannt. Auf historischen Karten um 1860 ist der Name Baierhof vermerkt.
Nach mehreren Besitzerwechseln im Mittelalter und in der Frühen Neuzeit gelangte ab 1864 Freiherr von Dungern-Dehren in den Besitz des Bayerhofes. Er ließ die noch im 20. Jahrhundert vorhandenen Baulichkeiten, ein schlossähnliches Gebäude und mehrere Ökonomiegebäude,  errichten. 1912 gelangte der Bayerhof an die Familie des Grafen Friedrich von Ortenburg, die noch heute im Besitz des Gutes ist und dort die Grablege erbauen ließ. 1984 wurde das Herrenhaus abgerissen.